# 樋脇町倉野
樋脇町倉野（ひわきちょうくらの）は、鹿児島県薩摩川内市の大字。旧薩摩国薩摩郡樋脇郷倉野村、薩摩郡樋脇村大字倉野、薩摩郡樋脇町大字倉野。郵便番号は895-1201。人口は165人、世帯数は88世帯（2020年10月1日現在）。
倉野には倉野磨崖仏があり、世界で唯一現存する「オーンク」と呼ばれる仏種子梵字が刻まれている。

## 地理
薩摩川内市のほぼ中央部、川内川中流域に位置している。字域の北方には東郷町南瀬、さつま町二渡、南方には樋脇町塔之原、入来町副田、東方にはさつま町山崎、西方には久住町、中村町が接している。
鮮新世後期の角礫岩からなる丘陵があり、その上部に川内玄武岩が乗り台地を形成している。倉野の丘陵を構成する角礫岩は軽石片を多く含み加工しやすいことから「倉野石」として門柱に利用されている。

### 河川
- 川内川
  - 倉野川

### 山岳
- 小毛野岡

## 歴史

### 古代の倉野
川内川南岸の丘陵には倉野城が構築され、古くは隼人の砦があったとされている。奈良時代の養老4年（720年）に隼人の反乱を鎮圧するために大伴旅人の軍が倉野の地に上陸した。上陸の地は倉野渡瀬と呼ばれ、その後同時には倉野渡と呼ばれる川内川の水運の要地となった。倉野と薩摩国の国府が置かれた川内との間にも水運交通があったとされる。
平安時代になり、倉野には倉院と呼ばれる入来院内の貢物が収納される倉が設置されていた。

### 倉野の成立と中世
倉野という地名は鎌倉時代より見え、薩摩国入来院のうちであった。建長2年（1250年）の入来院内村々田地年貢等注文に「くらのの村」と見える。総田数は21町20代であった。永仁6年（1298年）の「異国要害石築地配分案」によると、倉野は清色（現・入来町浦之名）、塔原（現・樋脇町塔之原）、中村（現・中村町）などの半分が割り当てられている。
入来院は鎌倉時代初期は御家人である千葉氏の所領であったが、宝治年間に千葉氏が没落した後、相模の渋谷氏（のちの入来院氏）が地頭として入部した。渋谷氏は院内の村々を子息に分割したとされ、初代の渋谷定心（入来院定心とも）の末子が倉野氏の称している。倉野城の南に倉野氏によって創建された瑞泉庵があり、鎌倉時代末期には倉野磨崖仏が彫られた。倉野城は鎌倉時代後期になると倉野氏の居城となった。入来院氏と島津氏の抗争が激化した応永3年（1396年）から応永4年（1397年）にかけて島津元久の本陣が倉野に置かれた。
室町時代には倉野氏一族のものとされる墓石塔群が造られた。戦国時代の文禄年間に行われた検地後の倉野は島津氏直轄領となった。

### 近代の倉野
江戸時代には、薩摩国薩摩郡樋脇郷（外城）のうちであった。村高は「天保郷帳」では986石余、「郡村高辻帳」では986石余、「三州御治世要覧」では855石余、「旧高旧領取調帳」では848石余であった。
文禄年間以降、島津氏直轄領となっていたが、慶長18年（1613年）には入来院重高の領地となった。その後万治2年（1659年）には入来院から分離し再び薩摩藩直轄領となり、入来院のうち塔之原村、倉野村、市比野村、久住村、楠元村、中村の区域に新たに画された清敷郷のうちとなり、延宝9年（1681年）には清敷郷は樋脇郷に改称した。明治4年7月14日に廃藩置県が行われ薩摩藩は廃止され、鹿児島県に属することとなった。

### 町村制施行以降
1889年（明治22年）に町村制が施行されたのに伴い、樋脇郷の区域にあたる塔之原村、市比野村、倉野村の区域より薩摩郡樋脇村が成立した。それまでの倉野村は樋脇村の大字「倉野」となった。1940年（昭和15年）11月10日には樋脇村が町制施行し樋脇町となった。
1964年（昭和39年）8月28日には川内川を隔てて対岸に位置する東郷町南瀬（現在の東郷町南瀬）と倉野を結ぶコンクリート橋である「倉野橋」（総工費58,553,000円）が開通した。橋の開通に伴ってそれまでの渡し船は廃止となった。1972年（昭和47年）7月17日の集中豪雨によって倉野は冠水の被害を受けた。
2004年（平成16年）10月12日に樋脇町が川内市、薩摩郡東郷町、入来町、祁答院町、下甑村、上甑村、里村、鹿島村と新設合併し薩摩川内市が設置された。この市町村合併に伴い設置された法定合併協議会において大字名については「従前の町名を従前の大字に冠したものをもって、大字とする。」と協定され、旧町名である「樋脇町」を従前の大字名である倉野に冠することとなった。
合併当日の10月12日に鹿児島県の告示である「 字の名称の変更」が鹿児島県公報に掲載された。この告示の規定に基づき即日名称の変更が行われ、大字名が「倉野」から薩摩川内市の大字「樋脇町倉野」に改称された。

## 人口
以下の表は国勢調査による小地域集計が開始された1995年以降の人口の推移である。
| 年                 | 人口 |
| ------------------ | ---- |
| 1995年（平成7年）  | 324  |
| 2000年（平成12年） | 320  |
| 2005年（平成17年） | 281  |
| 2010年（平成22年） | 245  |
| 2015年（平成27年） | 208  |
| 2020年（令和2年）  | 165  |

## 文化財

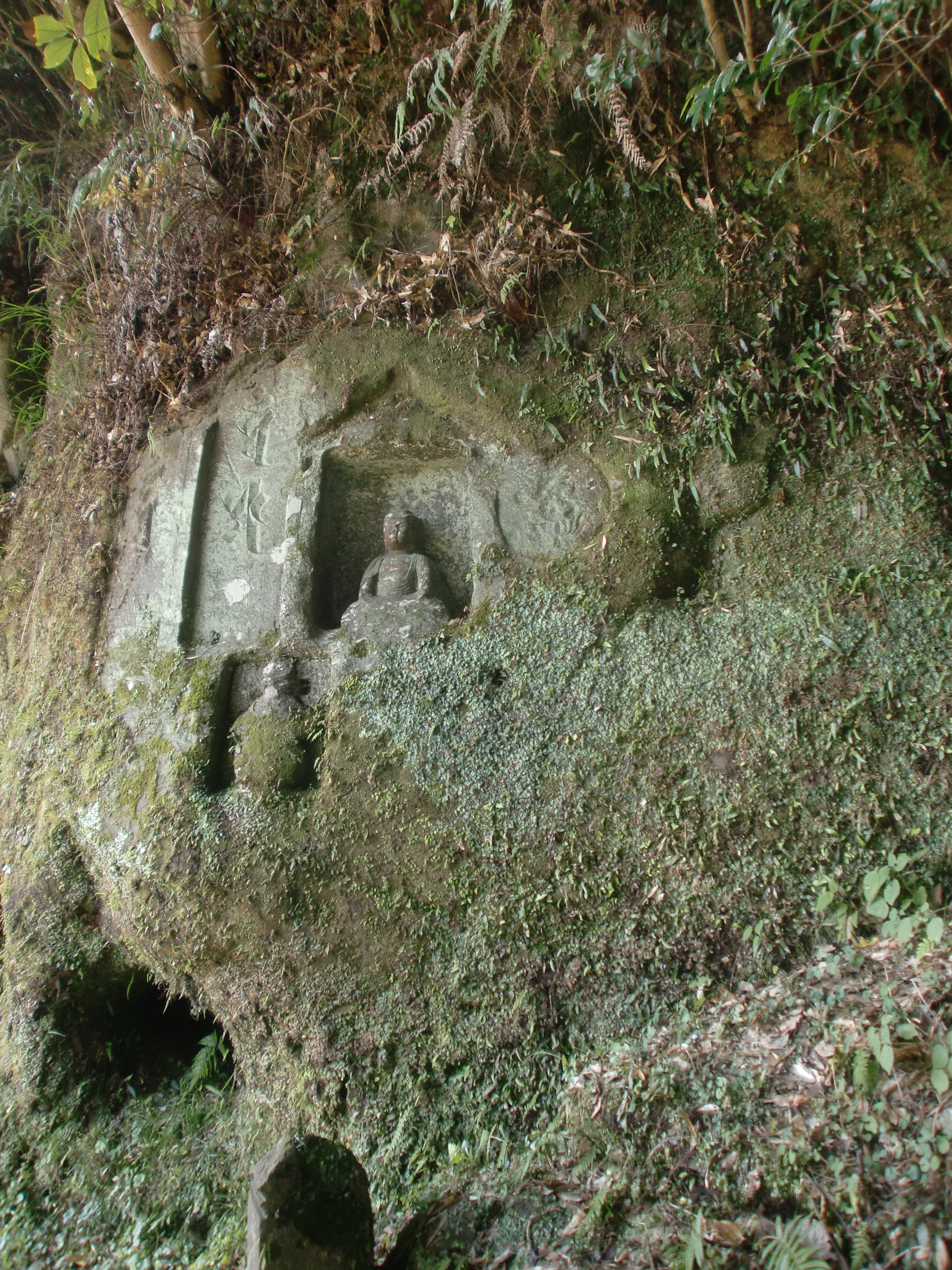
倉野磨崖仏

### 市指定
- 倉野磨崖仏（記念物（史跡））[28]
鎌倉時代末期ごろに製作された世界で唯一現存する「オーンク」と呼ばれる仏種子梵字が書かれた磨崖仏である[6][7]。
- 倉野六地蔵塔（記念物（史跡））[28]
- 木下逆修塔群（記念物（史跡））[28]
- 笹嶺馬頭観音（記念物（史跡））[28]
- 下岩戸のかくれ念仏（記念物（史跡））[29]
- 倉野殿墓（有形文化財（歴史資料））[30]
- 倉野太鼓踊（無形民俗文化財）[31]

## 施設

### 公共
- 倉野地区コミュニティセンター[32]

### 郵便局
- 倉野簡易郵便局[33]

### 寺社
- 諏訪神社[34]
- 稲穂神社[35]

## 教育

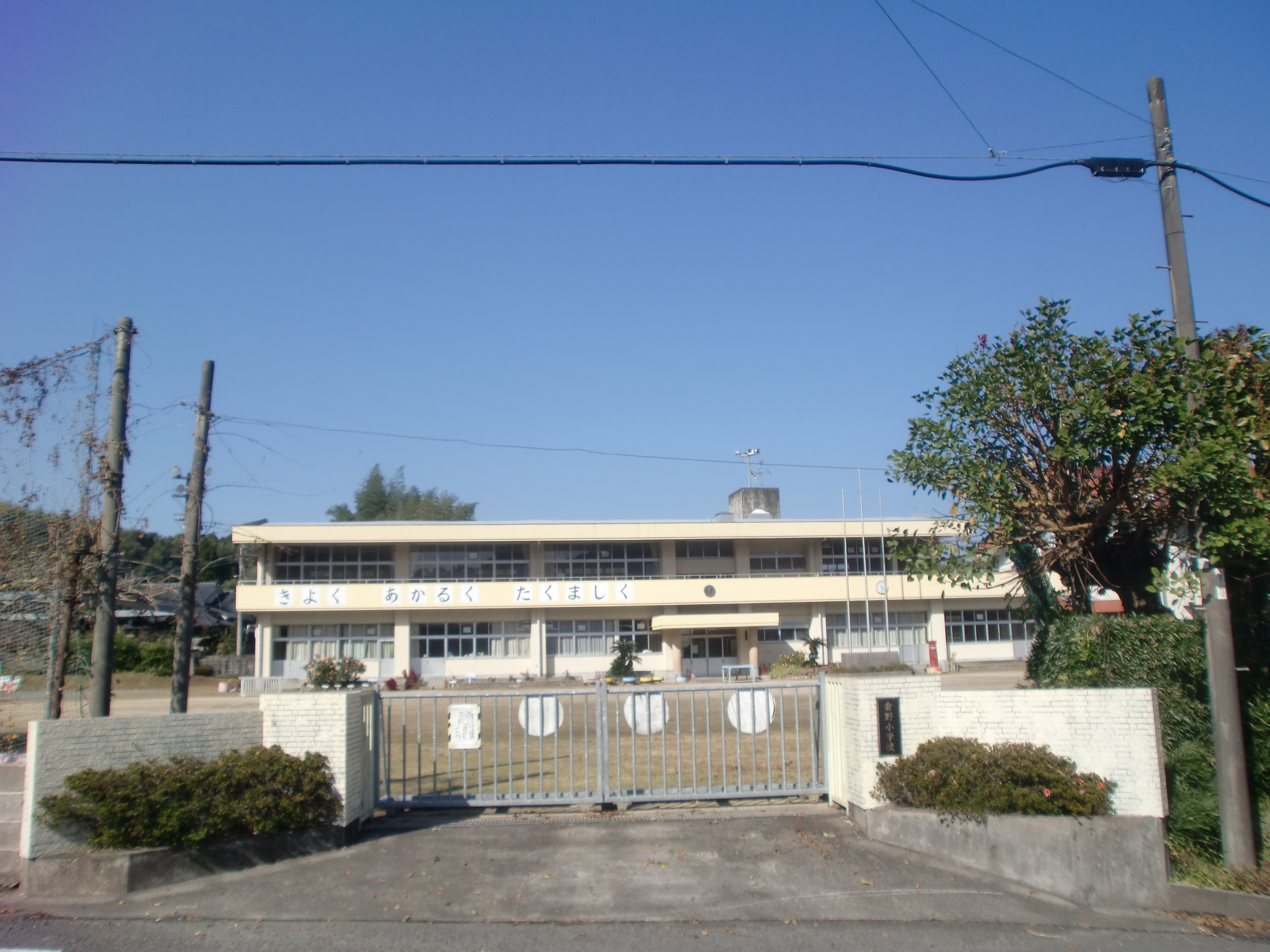
薩摩川内市立倉野小学校跡地

樋脇町倉野にはかつて「薩摩川内市立倉野小学校」が設置されていた。

### 小学校
「薩摩川内市立倉野小学校」は、1876年（明治9年）に寺子屋として創立された。1887年（明治20年）に小学校令による小学校となり、1892年（明治25年）には倉野尋常小学校、1941年（昭和16年）には国民学校となった。1947年（昭和22年）には倉野小学校となった。2010年（平成22年）4月1日には児童数の減少により倉野小学校が樋脇小学校に統合され廃校となった。

### 小・中学校の学区
市立小・中学校に通う場合、学区（校区）は以下の通りとなる。
| 大字       | 番地 | 小学校                 | 中学校                 |
| ---------- | ---- | ---------------------- | ---------------------- |
| 樋脇町倉野 | 全域 | 薩摩川内市立樋脇小学校 | 薩摩川内市立樋脇中学校 |

## 交通

### 道路
字域の中央部を鹿児島県道346号山田入来線が南北に通り、字域を東西に走る鹿児島県道394号山崎川内線と重複し、倉野簡易郵便局付近で分岐し倉野橋で川内川を渡り東郷町南瀬にて国道267号へ接続する。県道394号は北部を東西に通っており、東方はさつま町山崎、西方は薩摩川内市街方面へ接続している。
一般県道
- 鹿児島県道346号山田入来線
- 鹿児島県道394号山崎川内線